# Сечел (Хунедоара)
Сечел (рум. Săcel) — село у повіті Хунедоара в Румунії. Входить до складу комуни Синтемерія-Орля.
Село розташоване на відстані 279 км на північний захід від Бухареста, 35 км на південь від Деви, 145 км на південь від Клуж-Напоки, 133 км на схід від Тімішоари.

## Населення
За даними перепису населення 2002 року у селі проживали 397 осіб, з них 395 осіб (99,5%) румунів. Рідною мовою 396 осіб (99,7%) назвали румунську.